# Šumvald
Šumvald település Csehországban, a Olomouci járásban. Šumvald Libina, Oskava, Uničov, Nová Hradečná, Troubelice, Dlouhá Loučka és Tvrdkov településekkel határos. Lakosainak száma 1646 fő (2024. január 1.).

## Népesség
A település lakosságának változását az alábbi diagram mutatja:
| Lakosok száma | 2420 | 2272 | 2011 | 1575 | 1664 | 1755 | 1702 | 1656 | 1638 | 1646 |
|               | 1869 | 1890 | 1921 | 1950 | 1980 | 2001 | 2017 | 2019 | 2022 | 2024 |